# 後藤元
後藤 元（ごとう げん、1980年 - ）は、日本の法学者。専門は商法。
東京大学大学院法学政治学研究科教授。山下友信門下。

## 経歴
2003年、東京大学法学部卒業。2003年、東京大学大学院法学政治学研究科助手（学士助手）。
2006年、学習院大学法学部専任講師。2008年、学習院大学法学部准教授。
2010年、東京大学大学院法学政治学研究科准教授。2019年、東京大学大学院法学政治学研究科教授。

## 主要著作
- 後藤元『株主有限責任制度の弊害と過少資本による株主の責任 －自己資本の水準から株主のインセンティブへ』（商事法務、2007年）
- Marco Ventoruzzo, Pierre-Henri Conac, Gen Goto, Sebastian Mock, Mario Notari & Arad Reisberg, Comparative Corporate Law (West Publishing, 2015)
- 宍戸善一＝後藤元編『コーポレート・ガバナンス改革の提言ー企業価値向上・経済活性化への道筋』（商事法務、2016年）
- 山下友信＝神田秀樹編『金融商品取引法概説（第2版）』（有斐閣、2017年）（342-382頁（第3章第3-5節を執筆）